# Пряжені вершки

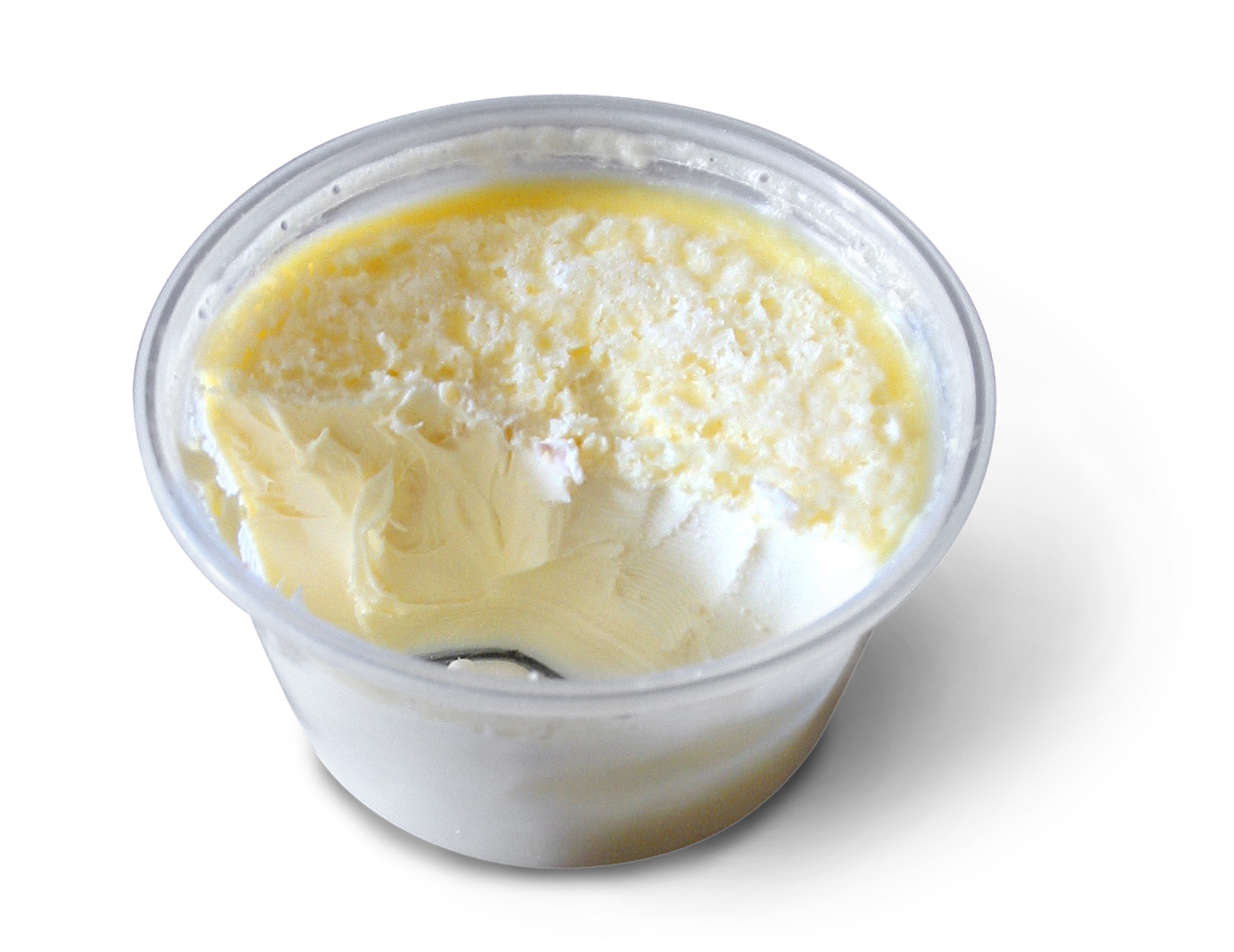
Баночка з пряженими вершками, згустки нагорі

Пряжені вершки (англ. clotted cream, корн. dehen molys) — традиційні густі вершки з південного заходу Англії, виготовлені з непастеризованого молока шляхом нагрівання та охолодження в плоскому неглибокому посуді. За цей час густа частина піднімається нагору й утворює характерний твердий шар згустків (з англ. clots — «грудочки, сирки» — звідси і назва).
Пряжені вершки традиційно виготовляються молочними фермами в графствах Девон і Корнуолл та є кулінарним символом цих регіонів. У 1998 році назва «Корнуольські вершки» була зареєстрована як «захищене зазначення походження» (PDO) відповідно до законодавства Європейського Союзу. Це позначення дозволено використовувати, якщо виробництво відповідає певним вимогам, з молока, виробленого в Корнуоллі, а жирність вершків становить не менш як 55 %. Після Брекзиту PDO також зареєстровано за законодавством Великої Британії.
Найчастіше пряжені вершки подаються разом із полуничним джемом як намазка для сконів у рамках традиційного корнуольського чаювання. Їх також використовують для приготування десертів, фаджу або морозива. За відсутності автентичних вершків можна приготувати замінник — наприклад, змішавши маскарпоне зі збитими вершками, невеликою кількістю цукру та ванільним екстрактом.